# أبقراطية
الأبقراطية (الاسم العلمي: Hippocratea) هي جنس من النباتات يتبع الفصيلة الحرابية من رتبة الحرابيات.

## أنواع الأبقراطية
أبقراطية أنديزية  ·  أبقراطية شجرية  ·  أبقراطية صغيرة الأوراق  ·  أبقراطية صغيرة السداة  ·  أبقراطية عديد الأسدية  ·  أبقراطية غوتزية  ·  أبقراطية فيغنية  ·  أبقراطية كثيرة الأزهار  ·  أبقراطية مجمدارية  ·  أبقراطية مفرضة  ·  أبقراطية ميرسية  ·  أبقراطية هندية  ·  أبقراطية وليلية  ·  أبقراطية صغيرة الزهر  · 